# Itanhém (kommun)
Itanhém är en kommun i Brasilien.   Den ligger i delstaten Bahia, i den östra delen av landet, 800 km öster om huvudstaden Brasília. Antalet invånare är 20 199.
Följande samhällen finns i Itanhém:
- Itanhém

Omgivningarna runt Itanhém är huvudsakligen savann. Runt Itanhém är det ganska glesbefolkat, med 21 invånare per kvadratkilometer.